# East Camden
East Camden é uma cidade  localizada no estado americano de Arkansas, no Condado de Ouachita.

## Demografia
Segundo o censo americano de 2000, a sua população era de 902 habitantes.
Em 2006, foi estimada uma população de 818, um decréscimo de 84 (-9.3%).

## Geografia
De acordo com o United States Census Bureau, a localidade tem uma área de 1,5 km², sem área coberta por água. East Camden localiza-se a aproximadamente 35 m acima do nível do mar.

## Localidades na vizinhança
O diagrama seguinte representa as localidades num raio de 32 km ao redor de East Camden.